# Ramón Villarino de Sáa
Ramón Villarino de Sáa, nacido en Ginzo de Limia en 1890 y fallecido en Orense el 27 de marzo de 1959, fue un jurista, escritor, periodista y político español.

## Trayectoria
Fue redactor-jefe de El Eco Antelano (1911-1912). En 1912 se trasladó a Madrid para hacer la carrera de derecho; al acabar dio conferencias en el Ateneo de Madrid. Volvió a Orense donde trabajó como abogado del Estado y dirigió El Diario de Orense y colaboró en La Centuria y La Región. Formaba parte de los afines a la corriente calvosotelista. Durante la República formó parte del Comité Provincial de Acción Popular en Orense y en las elecciones generales de 1936 fue elegido diputado por Orense por la CEDA. Después de la Guerra civil, fue abogado del obispado de Orense.
Casado con Araceli Anta Novoa, fueron los últimos propietarios del pazo de Chaioso.

## Obra
- Égloga de amor, 1911.
- Lana última merced, 1915.
- El pájaro negro, 1917. Llegó a estrenarse en Orense el 10 de mayo de 1917.
- Piedras galaya 1918.